# Йокаи (суп)

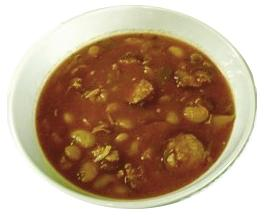
Фасолевый суп Йокаи

Фасолевый суп (а-ля) Йо́каи (Йокаи-баблевеш, венг. Jókai-bableves) — традиционный суп венгерской кухни с копчёностями и фасолью, названный в честь венгерского писателя-романиста Мора Йокаи.
По свидетельствам современников, гурмэ и знаток венгерской кухни Йокаи устраивал на своей вилле у Будайской крепости пышные пиры. Признанной кулинаркой, удивлявшей гостей, была его супруга актриса Роза Лаборфальви. Фасолевый суп, приготовленный по особому рецепту, который писатель, по легенде, впервые попробовал в одном из ресторанов в Балатонфюреде, был любимым блюдом знаменитой четы.
Суп Йокаи готовят на бульоне, приготовленном на копчёной свиной голяшке, в который добавляют обжаренные с паприкой репчатый лук с морковью и замоченную заранее сухую фасоль. Суп заправляют также мелко нарезанными зелёным перцем и помидорами, приправляют лавровым листом и чесноком. По готовности фасоли загущивают мучной заправкой и в завершение заправляют обжаренной копчёной колбасой, сметаной и чипетке. Фасолевый суп Йокаи сервируют в тарелках с нарезанным мелкими кубиками мясом со свиной голяшки. Для кислоты в тарелку супа добавляют эстрагонный уксус. Мэтр Карой Гундель высоко оценивал блюдо за богатые вкусовые эффекты, включил его в свою коллекцию рецептов и присвоил ему имя писателя.